# 花澤明
花澤 明（はなざわ あきら、1953年 - ）は、日本の空手家。男性。千葉県出身。国際総武館空手道連盟総武館館長、MA日本キックボクシング連盟花澤ジム会長・同連盟副理事長。

## 来歴・人物
千葉県袖ケ浦市出身。木更津中央高校で柔道部に所属しながら、松濤館流空手道の道場にも通った。柔道で関東大会まで進んだことから、1971年に城西大学に推薦入学したが、空手道部副主将の吉岡幸男が花澤を柔道部から引き抜いたため、空手道部に移籍。主将には三浦美幸、OBには設立者の添野義二、二期生に高木薫がおり、4年生の三浦・吉岡が三期生、花澤は六期生にあたる。同部は当時としては珍しい極真会館傘下の空手道部で、在学中は三浦・吉岡に指導を受けたほか、空手道部が夏合宿を毎年四国で実施していたことから、芦原英幸にも教わった。4年生の時、主将になり第6回オープントーナメント全日本空手道選手権大会に出場して鈴木浩平には勝ったものの、ベスト8進出をかけて西田幸夫と対戦したが、西田に敗れた。
大学卒業後、ホワイト・プレインズ (ニューヨーク州)の大山茂のところへ行くように大山倍達から言われていたが、結婚したので地元に戻り、添野を通して支部認可を受け、極真会館花澤道場を開設。弟子では中山明が第8回オープントーナメント全日本空手道選手権大会で8位入賞した。
添野義二が士道館を設立した際に、花澤も新格闘術に参加するために極真会館から独立し、総武館と花澤ジムを発足。MA日本キックボクシング連盟設立にも関わり、白須康仁、早田寛、西村鋼太、菅原忠幸、鈴木秀男、細川英男、ハンマー松井、ソルジャー緒形、山上健悟ら連盟内で史上最多の各階級王者を生み出した。
山崎照朝・大沢昇・添野義二を尊敬している。